# OpenBVE
OpenBVE — компьютерная игра, симулятор железной дороги.
OpenBVE является свободным программным обеспечением, написанным на языке программирования C#, и предназначенным для работы в операционных системах Linux и других UNIX-подобных, Mac OS X, Windows.

## Описание
OpenBVE создавался как альтернатива другому железнодорожному симулятору — BVE Trainsim, большинство маршрутов которого (версий 2 и 4) подходят для OpenBVE. Программа отличается приближёнными к реальными физикой движения и графикой, видом на поезд со стороны, анимированными окрестностями и звуковыми эффектами.

## Маршруты

### Железная дорога
- Аргентина — Ingeniero Maschwitz — Dique Lujan
- Бразилия — Caldas — Grama (вымышленный)
- Великобритания — Cheltenham
- Великобритания — Cwm Twypsn (частично вымышленный)
- Венгрия — Fegyuvára — Sellye — Pétervár (вымышленный)
- Венгрия — Felsőpataj — Bogárd (вымышленный)
- Венгрия — Ferencháza-Vécse (вымышленный)
- Венгрия — Fiktív fogaskerekű vonal (вымышленный)
- Венгрия — Ftrain (Fegyuvára-Nóravár) (вымышленный)
- Германия — Arath — Brinden — Dahsen
- Германия — Buckower Kleinbahn
- Индонезия — BandungCommuterLine beta
- Индонезия — CN-Tegal
- Индонезия — Kertapati — Indralaya
- Ирландия — Ballyfeckin & Waterville Railway (вымышленный)
- Ирландия — Kilmagranny (вымышленный)
- Ирландия — Ireland West Railway
- Нидерланды — Holland Routes
- США — Blueridge (вымышленный)
- США — Desert freight (вымышленный)

### Пригородная железная дорога
- Аргентина — Linea de la Costa (вымышленный)
- Аргентина — Línea Suburbana (вымышленный)
- Бразилия — Venesuella Guaianazes-Estudantes line
- Великобритания — Birmingham Cross-City South[англ.]
- Великобритания — ECML Nothumberland line
- Великобритания — Network west midlands line
- Великобритания — Northem heights line (похож на метрополитен)
- Великобритания — Richwell network line
- Великобритания — Tyne valley line
- Великобритания — Лондон — Hammersmith & City Line (линия лондонского метрополитена) (все станции на улице)
- Венгрия — MÁV Line 120a (Budapest-Mende)
- Венгрия — MÁV Line 29 and 30
- Венгрия — HEV Csepel line
- Венгрия — First bmo line
- Венгрия — HEV Csomor line
- Венгрия — Királyliget (вымышленный)
- Венгрия — Solyomvar line
- Венгрия — Solyomvar-Kiralyliget line
- Венгрия — Будапешт — Budapest Cog-wheel Railway
- Германия — Бремен — Bremen Hbf — Bremen-Burg
- Индонезия — KRD line
- Китай — Aichi Loop line
- Хорватия — Garden line
- Швейцария — Les Taux — St-Julien (вымышленный)
- Япония — Chashinai railway (вымышленный) — Minaminaka line, Ishinden line, Uchiike line, Takahagi line, Misaki line, Koriyama line.
- Япония — JR East-ltou line
- Япония — JR Sobu and Narita Line
- Япония — JR Uchibō Line
- Япония — KT Nara line
- Япония — Matsuura line
- Япония — Over sea bridge Shinnoh line
- Япония — Seto bridge line 1
- Япония — Seto bridge line 2
- Япония — SN P TEST route
- Япония — Токио — Joetsu line

### Городская электричка
- Великобритания — Лондон — London Overground
- Германия — Farge-Vegesacker Eisenbahn (вымышленный)
- Германия — Берлин — S-Bahn Berlin
- Германия — Франкфурт-на-Майне — Friedrichsdorf — Seulberg

### Метрополитен
- Аргентина — Буэнос-Айрес — Line V2 (вымышленный)
- Великобритания — Лондон — Bakerloo Line, Central Line, Circle Line, District Line, Hammersmith & City Line, Jubilee Line, Metropolitan Line, Northern Line, Piccadilly Line, Victoria Line, Waterloo & City Line
- Венгрия — Vác metróvonal (вымышленный) — M1, M2, M3
- Венгрия — Будапешт — Line M1, Line M2, Line M3, Line M4
- Германия — Бенчен (вымышленный) — U1, U2
- Канада — Монреаль — Линия 1, Линия 6 (вымышленный)
- Канада — Торонто — Линия 1, Линия 3, Линия 4
- Мексика — Мехико — Линия 3, Линия 4, Линия 10 (вымышленный), Линия 11 (вымышленный), Линия 12, Линия 13 (вымышленный), Линия 14 (вымышленный)
- Республика Корея — Пусан — Первая линия
- Россия — Нижний Новгород — Автозаводская Линия, Сормовско-Мещерская Линия
- Россия — Самара — Первая линия
- Украина — Днепр — Центрально-Заводская линия
- Чехия — Прага — Line A

### Лёгкий метрополитен
- Великобритания — Лондон — Docklands Light Railway

### Монорельс
- Германия — Бенчен (вымышленный) — M1

### Трамвай
- Венгрия — 1-es villamos (вымышленный)
- Венгрия — Menvár Tram Network (вымышленный)
- Венгрия — Будапешт — Будапештский Трамвай

и другие…

## Поезда
- 81-717.2
- 81-717
- Caf 440
- CC 204
- CD 163
- CD 362
- CD 814 trio

и другие…

## Зависимости
Для Linux и Mac OS X
- SDL — мультимедийные библиотеки.
- OpenAL — API для работы с аудиоданными.
- Mono (также зависит от Libgdiplus) — свободный аналог .NET Framework.
- Tao Framework — библиотека для работы .NET Framework и Mono c мультимедийными библиотеками OpenGL и SDL.

Для Windows
- SDL
- OpenAL
- .NET Framework
- Tao Framework

Программа OpenBVE поставляется без маршрутов и железнодорожных составов — их необходимо устанавливать отдельно.
Неофициальные выпуски могут содержать выше перечисленные маршруты и поезда.

## Галерея

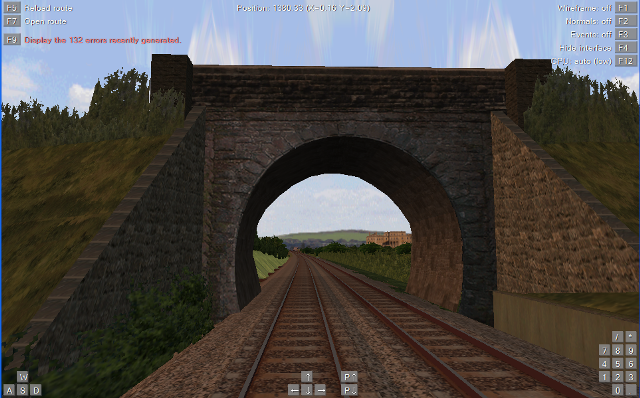
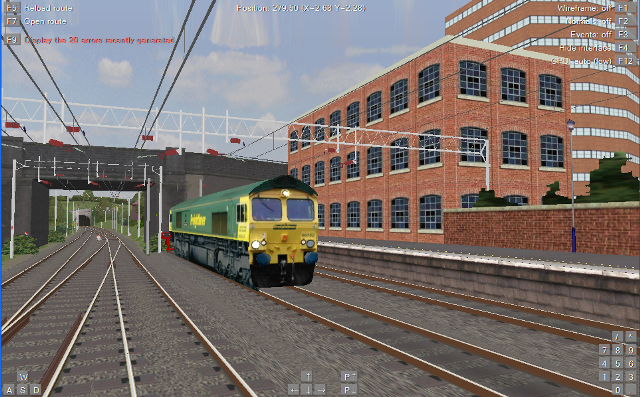
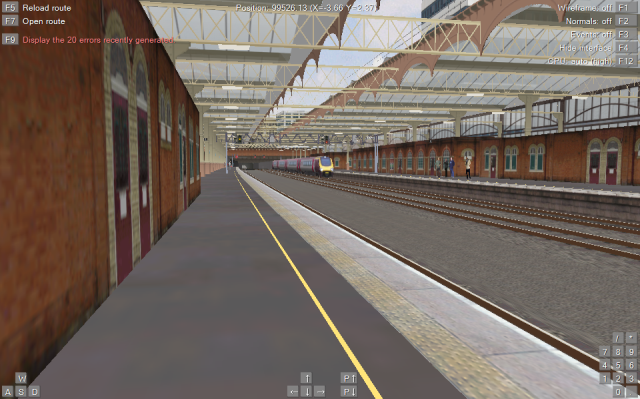
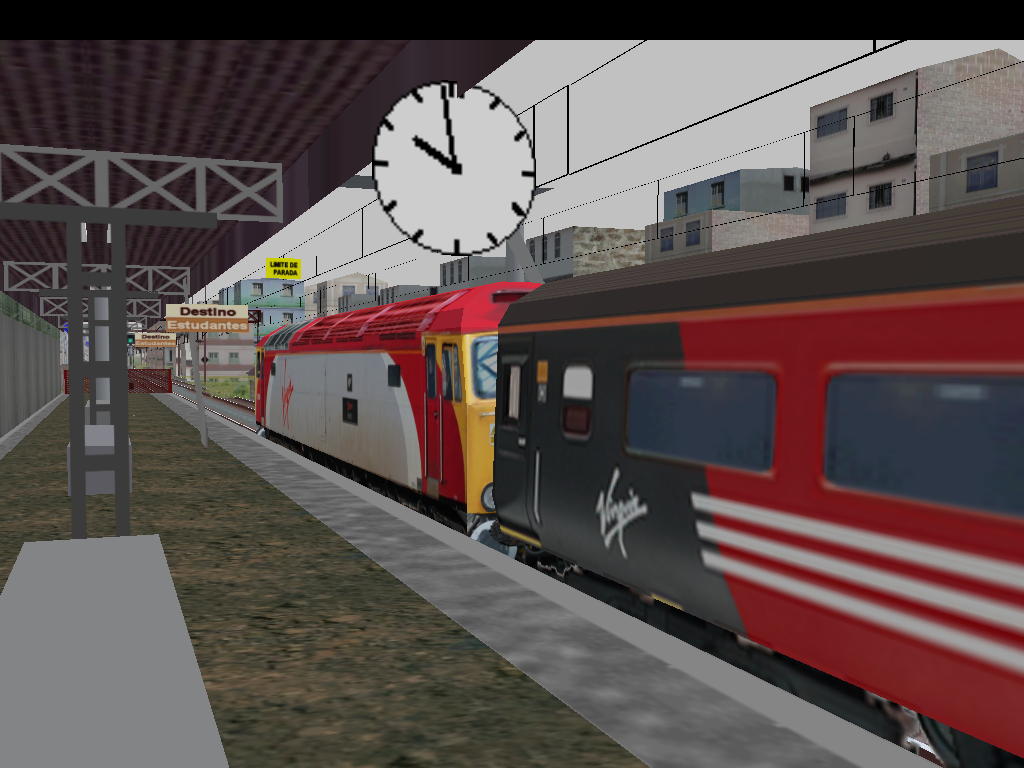